# Dialetto andriese

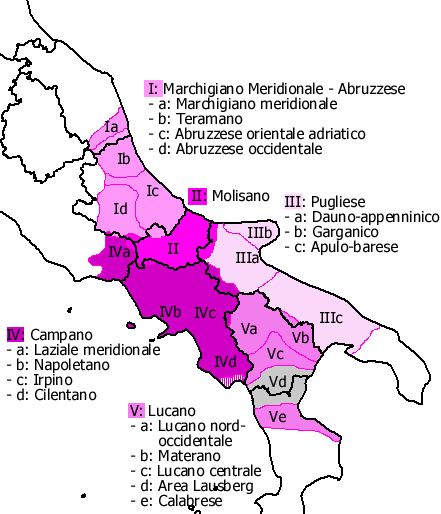
Il dialetto andriese rientra nei dialetti apulo-baresi (IIIc) nel sistema dei dialetti italiani meridionali

Il dialetto andriese (andrəsöinə in vernacolo) è un dialetto parlato ad Andria e nelle frazioni vicine. È parlato da circa 100 000 persone e rientra nei dialetti della Puglia centrale (apulo-barese), a loro volta facenti parte del continuum dei dialetti italiani meridionali.

## Fonologia
Non è possibile trascrivere il dialetto di Andria con i soli grafemi dell'alfabeto italiano, in quanto l'italiano dispone soltanto di sette suoni vocalici ed esclude l’utilizzo della vocale atona ”scevà” (qui trascritta "ə") e della vocale anteriore semiaperta arrotondata (qui trascritta "ö").

## Morfologia verbale
In andriese i verbi si differenziano in 4 coniugazioni: -è,-à,-ó,-ə (Per -ə si intende la coniugazione dei verbi che non terminano con vocale, bensì con consonante)
Esempi di verbi appartenenti alle diverse coniugazioni:
1ª:mangè, avetè, cammenè (Mangiare, abitare, camminare)
2ª:tenà, avà, vedà (Tenere/possedere, avere/ricevere, vedere)
3ª:sció, dermó, menó (Andare, dormire, venire)
4ª:vève, teramènde, dòrme (Bere, guardare, dormire)

Alla desinenza della prima coniugazione italiana -are corrisponde quella andriese -è. Alla desinenza della seconda coniugazione italiana -ere corrispondono 3 diverse desinenze in andriese: -è,-à,-ə.                      Alla desinenza della terza coniugazione italiana -ire corrisponde quella andriese -ó.

## Poesie, canti e filastrocche
(La lettera “e” rappresenta la vocale ə)
Storia catòrie (Storia catoria)
Storia catòrie
ì la gamme de zì Vettòrie;
zì Vettòrie nan döine pöine
se ne moure da la föime.
Accedímme na jaddine
la mangioime cré matoine;
Cré matoine nan ze cambe
la mettoime inde a la càmbere;
la càmbere affetèsce
la mettìmme inde a lu pèsce;
u pèsce tenne tenne
u mettìmme inde a u chetegne;
u chetegne amöire amöire
u mettímme inde a u panöire;
u panöire mmèzze a la vie
tré cavadde a l’amòure de Ddíe.
Traduzione
Storia catoria
è la gamba di zio Vittorio;
zio Vittorio non ha pane
e muore dalla fame.
Uccidiamo una gallina
la mangiamo domani mattina;
(fino a) domani mattina non vive
la mettiamo in una camera;
la camera si impuzzolisce,
la mettiamo nel pesce;
il pesce è tondo tondo
la mettiamo in una mela cotogna;
la mela cotogna è amara amara
la mettiamo in un paniere;
il paniere in mezzo alla via
tre cavalli all’amore di Dio.

Canzóunə a Sandə Riccardə (Canzone a San Riccardo)
Sando Riccardə, vennə da l'Inghiltèrrə,
arrəvèiə au chiangàunə i s'assədòiə ndèrrə,
arrəvèiə au chiangàunə i s'assədóiə
acchəmənzè a prədəché la leggə də Ddòeiə.
Da nandə lə passéiə nu cəcöitə:
«Dimmə, la Cattədröilə addià sté chiandöitə?»
«cicchə so nnoeitə i cicche mə so cresceutə,
la Cattedroeilə d'Andriə na la so mé sapeutə».
I stöivə nu zappatàurə brəttə də faccə
Ca pə dəsgraziə perdöiə u mastə du cöccə,
la graziə ca lə faciòiə sandə Carlöccə
acchié u mastə i pərdòiə u cəccə.
I stöivə nu scarparìddə paverìddə paverìddə
ca pə dəsgraziə pərdöiə u dìscətə mənìddə,
la graziə ka lə facióiə sandə Gaitöinə
trəvèiə u dìscətə mənìddə i pərdöiə la möinə.
I stoeivə na lavannoeira pavərèddə
ka pə dəsgraziə pərdoeiə u fazzəlèttə,
la graziə ka lə faciòiə sanda Nəcòulə
acchièiə u fazzəlèttə i pərdoeiə u lənzòulə.
I stoeivə nu mələnoeirə pavərìddə pavərìddə
ka pə dəsgraziə pərdoeiə u cəcciarìddə,
la graziə ka lə faciòiə sandə Savoeinə
acchièiə u cəcciarìddə i pərdoeiə la faroeinə.
Traduzione
San Riccardo venne dall'Inghilterra,
arrivò “saup au chiangaun” (zona di Andria) e si sedette per terra,
arrivò “saup au chiangaun” e si sedette
incominciò a predicare la legge di Dio.
Davanti gli passò un cieco,
«Dimmi, la cattedrale dove si trova?»
«Cieco sono nato e cieco sono cresciuto,
la cattedrale di Andria non l'ho mai vista».
C'era un contadino brutto in viso
che per disgrazia perdette il basto dell'asino.
La grazia che gli fece san Carlo
trovò il basto ma perdette l'asino.
C'era un calzolaio molto povero
che per disgrazia perdette il mignolo,
la grazia che gli fece san Gaetano
trovò il mignolo ma perdette la mano.
C'era una lavandaia poverina
che per disgrazia perdette il fazzoletto,
la grazia che le fece san Nicola
trovò il fazzoletto ma perdette un lenzuolo.
C'era un mugnaio povero
che per disgrazia perdette l'asinello,
la grazia che gli fece san Savino
trovò l'asinello ma perdette la farina.

## Proverbi
- Na paraule è pecche i doue só assè

Una parola è poca e due sono troppe
- Scepéute 'n gile ca mbacce te veine

Sputa in cielo che in faccia ritorna
- L’acque ca nan ha fatet 'n gile stè

L’acqua che non è caduta con la pioggia sta in cielo
- Troppa chemedenze porte a la malacrianze

Troppa confidenza porta alla maleducazione
- U megghiə amoiche, la megghia petreite

Dal migliore amico, la più grande delusione (letteralmente pietrata, ovvero un colpo inflitto per mezzo di una pietra)
- Amme sciéute pe frechè i amme steite frecheite

Siamo andati per fregare e siamo stati fregati
- Na mamme cambe cinde figghie, ma cinde figghie nan so capeice a fè cambè la mamme

Una mamma è capace di dar da mangiare a cento figli, ma cento figli non sono capaci di dar da mangiare alla loro mamma
- Amme fatte cette cette, səndètele tette quande

Era un segreto ed è stato sbandierato a tutto il mondo